# Primera División de Macedonia 2016-17
La Primera División de Macedonia 2016-17 fue la edición número 25 de la Primera División de Macedonia. La temporada comenzó el 7 de agosto de 2016 y terminó el 27 de mayo de 2017. Vardar conquistó su decímo primer título de liga.

## Sistema de competición
Los 10 equipos participantes jugaron entre sí todos contra todos cuatro veces totalizando 36 partidos cada uno, al término de la jornada 36 el primer clasificado obtuvo un cupo para la segunda ronda de la Liga de Campeones 2017-18, mientras que el segundo y tercer clasificado obtuvieron un cupo para la primera ronda de la Liga Europea 2017-18; por otro lado los dos últimos clasificados descendieron a la Segunda División 2017-18, mientras que el penúltimo jugó los Play-offs de relegación contra el tercero de la Segunda División 2016-17 para determinar su participación en la Primera División de Macedonia 2017-18.
Un tercer cupo para la primera ronda de la Liga Europea 2017-18 fue asignado al campeón de la Copa de Macedonia.

## Equipos participantes
| Equipo        | Ciudad    | Estadio                   | Capacidad |
| ------------- | --------- | ------------------------- | --------- |
| Bregalnica    | Štip      | Gradski stadion Štip      | 4.000     |
| Makedonija GP | Skopie    | Estadio Gorče Petrov      | 3.000     |
| Pelister      | Bitola    | Tumbe Kafe Stadium        | 8.000     |
| Pobeda        | Prilep    | Goce Delčev Stadium       | 15.000    |
| Rabotnički    | Skopie    | Filip II de Macedonia     | 33.460    |
| Renova        | Džepčište | Gradski Stadion de Berane | 11.000    |
| Sileks        | Kratovo   | Sileks Stadion            | 3.000     |
| Shkëndija     | Tetovo    | Ecolog Arena Tetovo       | 15.000    |
| Shkupi        | Skopie    | Stadion Čair              | 6.000     |
| Vardar        | Skopie    | Filip II de Macedonia     | 33.460    |

### Ascensos y descensos
| Pos. | Ascendidos de Segunda Liga 2015-16 |
| ---- | ---------------------------------- |
| 1    | Pobeda                             |
| 2    | Makedonija GP                      |
| 3    | Pelister                           |

| Pos. | Descendidos de Primera División 2015-16 |
| ---- | --------------------------------------- |
| 8    | Turnovo                                 |
| 9    | Metalurg                                |
| 10   | Mladost                                 |

## Desarrollo

### Tabla de posiciones
| Pos. | Equipo           | Pts. | PJ | G  | E  | P  | GF | GC | Dif. | Clasificación 2017–18                          |
| ---- | ---------------- | ---- | -- | -- | -- | -- | -- | -- | ---- | ---------------------------------------------- |
| 1    | Vardar (C)       | 83   | 36 | 25 | 8  | 3  | 75 | 24 | +51  | Segunda ronda de la Liga de Campeones          |
| 2    | Shkëndija        | 70   | 36 | 20 | 10 | 6  | 71 | 39 | +32  | Primera ronda de la Liga Europea               |
| 3    | Rabotnichki      | 54   | 36 | 14 | 12 | 10 | 49 | 41 | +8   | Primera ronda de la Liga Europea               |
| 4    | Pelister         | 52   | 36 | 14 | 10 | 12 | 44 | 35 | +9   | Primera ronda de la Liga Europea               |
| 5    | Renova           | 52   | 36 | 13 | 13 | 10 | 42 | 37 | +5   |                                                |
| 6    | Sileks           | 47   | 36 | 11 | 14 | 11 | 41 | 43 | −2   |                                                |
| 7    | Pobeda           | 41   | 36 | 10 | 11 | 15 | 34 | 50 | −16  |                                                |
| 8    | Shkupi (O)       | 37   | 36 | 8  | 13 | 15 | 27 | 39 | −12  | Promoción por la permanencia                   |
| 9    | Bregalnica Shtip | 24   | 36 | 4  | 12 | 20 | 38 | 43 | −5   | Descenso a Segunda Liga de Macedonia del Norte |
| 10   | Makedonija GP    | 23   | 36 | 4  | 11 | 21 | 35 | 80 | −45  | Descenso a Segunda Liga de Macedonia del Norte |

Actualizado a los partidos jugados el 31 de mayo de 2017.
 Fuente: Soccerway
Notas:
1. ↑  Tras ganar la Copa de Macedonia, el Pelister obtuvo un cupo para la primera ronda de la Liga Europea 2017-18.

### Resultados cruzados
| Local \ Visitante | BRE | MAK | PEL | POB | RAB | REN | SKE | SKU | SIL | VAR |
| ----------------- | --- | --- | --- | --- | --- | --- | --- | --- | --- | --- |
| Bregalnica Shtip  | —   | 1–2 | 0–0 | 2–3 | 0–0 | 1–1 | 1–1 | 1–0 | 0–2 | 0–1 |
| Makedonija GP     | 2–2 | —   | 2–2 | 1–1 | 0–4 | 3–1 | 0–4 | 0–1 | 1–1 | 0–4 |
| Pelister          | 3–0 | 1–0 | —   | 2–0 | 3–0 | 1–0 | 1–2 | 2–0 | 0–0 | 0–1 |
| Pobeda            | 0–0 | 0–0 | 0–2 | —   | 2–1 | 0–2 | 1–2 | 2–1 | 1–1 | 0–1 |
| Rabotnichki       | 1–1 | 2–1 | 0–1 | 3–1 | —   | 1–0 |     | 3–1 | 3–1 | 3–0 |
| Renova            | 1–0 | 1–0 | 2–0 | 1–1 | 1–1 | —   | 1–2 | 1–0 | 2–2 | 0–0 |
| Shkëndija         | 5–2 | 3–0 | 1–0 | 3–1 | 2–2 | 1–1 | —   | 0–1 | 2–1 | 0–2 |
| Shkupi            | 1–1 | 0–2 | 2–1 | 1–1 | 0–1 | 0–0 | 0–0 | —   | 1–1 | 0–0 |
| Sileks            | 1–0 | 1–1 | 0–0 | 2–1 | 2–1 | 0–0 | 1–3 | 1–0 | —   | 1–3 |
| Vardar            | 5–1 | 4–1 | 1–1 | 2–1 | 1–0 | 1–0 | 3–0 | 1–1 | 1–1 | —   |

| Local \ Visitante | BRE | MAK | PEL | POB | RAB | REN | SKE | SKU | SIL | VAR |
| ----------------- | --- | --- | --- | --- | --- | --- | --- | --- | --- | --- |
| Bregalnica Shtip  | —   | 1–0 | 1–1 | 1–2 | 6–2 | 0–1 | 1–3 | 3–0 | 3–3 | 3–3 |
| Makedonija GP     | 5–3 | —   | 1–2 | 0–0 | 0–3 | 1–3 | 2–3 | 0–0 | 0–1 | 0–5 |
| Pelister          | 2–1 | 3–1 | —   | 1–0 | 0–1 | 3–0 | 0–1 | 1–0 | 0–0 | 2–3 |
| Pobeda            | 0–0 |     | 2–2 | —   | 0–0 | 0–3 |     | 1–1 | 1–0 | 2–1 |
| Rabotnichki       | 3–1 | 1–1 | 1–1 | 0–3 | —   | 0–0 | 1–0 | 0–1 | 2–0 | 2–2 |
| Renova            | 4–0 | 2–2 | 2–1 | 1–0 | 1–1 | —   | 4–4 | 2–1 | 1–0 | 0–1 |
| Shkëndija         | 3–0 | 5–1 | 3–1 | 4–0 | 2–2 | 1–1 | —   | 0–0 | 2–0 | 3–1 |
| Shkupi            | 3–0 | 1–1 | 1–0 | 1–2 | 1–1 | 3–2 | 1–1 | —   | 3–1 | 0–2 |
| Sileks            | 3–2 | 4–2 | 3–3 | 2–0 | 0–2 | 3–0 | 1–1 | 1–0 | —   | 0–1 |
| Vardar            | 2–0 | 6–0 | 3–1 | 4–0 | 2–0 | 2–0 | 3–1 | 3–0 | 0–0 | —   |

## Play-off de relegación
Será jugado entre el octavo de la liga contra el tercero de la Segunda Liga 2016-17.
| Ida, 4 de junio de 2017, 17:00 | Shkupi                                               | 4:1 (3:0) | Novaci          | Gradski stadion, Štip                                       |                                                             |
|                                | - Adem 12' - Grozdanoski 16' - Mbella 31' - Arif 74' | Reporte   | - 69' Naumovski | Asistencia: 200 espectadores Árbitro(s): Aleksandar Stavrev | Asistencia: 200 espectadores Árbitro(s): Aleksandar Stavrev |

| Vuelta, 7 de junio de 2017, 17:00 | Novaci        | 1:3 (0:1) (Global 2:7) | Shkupi                                 | Gradski stadion, Štip                                      |                                                            |
|                                   | Naumovski 63' |                        | 29' Ismailji · 50' Adem · 80' Mamutire | Asistencia: 20 espectadores Árbitro(s): Stojanche Stojanov | Asistencia: 20 espectadores Árbitro(s): Stojanche Stojanov |

## Goleadores
Actualizado el 31 de mayo de 2017.
| Pos. | Jugador                | Club                | Goles |
| ---- | ---------------------- | ------------------- | ----- |
| 1    | Besart Ibraimi         | Shkëndija           | 20    |
| 2    | Igor Nedeljković       | Sileks              | 13    |
| 3    | Ferhan Hasani          | Shkëndija           | 12    |
| 3    | Alen Jasharoski        | Makedonija GP       | 12    |
| 5    | Dejan Blazhevski       | Vardar              | 11    |
| 5    | Lucas Ferreira Cardoso | Pelister            | 11    |
| 5    | Stojancho Velinov      | Bregalnica & Renova | 11    |
| 5    | Goran Zdravkov         | Bregalnica          | 11    |
| 9    | Jonathan Boareto       | Vardar              | 10    |
| 10   | Damir Kojašević        | Vardar              | 9     |